# Lesley Hunt
Lesley Hunt (Perth, 29 de maig de 1950) és un tennista professional retirada australiana.
En el seu palmarès hi ha un títol individual i disset en dobles femenins. Va destacar en categoria júnior guanyant diversos títols en aquesta categoria, però a l'elit no va aconseguir reeditar aquests èxits malgrat ser una de les tennistes australianes més destacades de l'època. Va formar part de l'equip australià de la Copa Federació en diverses ocasions i va aconseguir el títol en l'edició de 1971.

## Torneigs de Grand Slam

### Dobles femenins: 1 (0−1)
| Resultat  | Núm. | Any  | Torneig          | Parella       | Oponents                              | Marcador |
| --------- | ---- | ---- | ---------------- | ------------- | ------------------------------------- | -------- |
| Finalista | 1.   | 1971 | Open d'Austràlia | Jill Emmerson | Margaret Smith Court Evonne Goolagong | 0−6, 0−6 |

## Palmarès

### Individual: 9 (1−8)
| Títols per superfície |
| --------------------- |
| Dura (0−1)            |
| Gespa (0−3)           |
| Terra batuda (1−3)    |

| Resultat   | Núm. | Data                   | Torneig                       | Superfície   | Oponent              | Marcador      |
| ---------- | ---- | ---------------------- | ----------------------------- | ------------ | -------------------- | ------------- |
| Finalista  | 1.   | 1 de març de 1968      | Perth, Austràlia              | Gespa        | Margaret Smith Court | 6−8, 1−6      |
| Finalista  | 2.   | 23 de novembre de 1968 | Adelaida, Austràlia           | Gespa        | Karen Krantzcke      | 6−4, 7−9, 1−6 |
| Finalista  | 3.   | 1 de febrer de 1969    | Perth (2)                     | Gespa        | Margaret Smith Court | 5−7, 1−6      |
| Finalista  | 4.   | 5 de juliol de 1971    | Gstaad, Suïssa                | Terra batuda | Françoise Dürr       | 3−6, 3−6      |
| Finalista  | 5.   | 13 d'agost de 1973     | Wall Township, Estats Units   | Dura         | Margaret Smith Court | 6−4, 2−6, 3−6 |
| Finalista  | 6.   | 23 de maig de 1976     | Roma, Itàlia                  | Terra batuda | Mima Jaušovec        | 1−6, 3−6      |
| Finalista  | 7.   | 16 d'agost de 1976     | Toronto, Canadà               | Terra batuda | Mima Jaušovec        | 2−6, 0−6      |
| Guanyadora | 1.   | 4 de juliol de 1977    | Gstaad                        | Terra batuda | Helen Cawley         | 4−6, 7−5, 6−1 |
| Finalista  | 8.   | 27 de febrer de 1978   | Fort Lauderdale, Estats Units |              | Caroline Stoll       | 3−6, 2−6      |

### Dobles femenins: 30 (17−13)
| Títols per superfície |
| --------------------- |
| Dura (5−1)            |
| Gespa (5−5)           |
| Terra batuda (3−3)    |
| Moqueta (3−4)         |

| Resultat   | Núm. | Data                   | Torneig                       | Superfície   | Parella              | Oponents                              | Marcador         |
| ---------- | ---- | ---------------------- | ----------------------------- | ------------ | -------------------- | ------------------------------------- | ---------------- |
| Finalista  | 1.   | 23 de novembre de 1968 | Adelaida, Austràlia           | Gespa        | Judy Tegart          | Karen Krantzcke Kerry Melville        | 1−6, 2−6         |
| Finalista  | 2.   | 11 d'agost de 1969     | Haverford, Estats Units       | Gespa        | Gail Sherriff        | Margaret Smith Court Virginia Wade    | 3−6, 0−6         |
| Guanyadora | 1.   | 21 de setembre de 1969 | Berkeley, Estats Units        | Dura         | Margaret Smith Court | Kerry Harris Winnie Shaw              | 6−3, 6−4         |
| Guanyadora | 2.   | 28 de setembre de 1970 | Berkeley (2)                  | Dura         | Kristy Pigeon        | Judy Tegart Dalton Patti Hogan        | 6−2, 6−3         |
| Finalista  | 3.   | 8 de gener de 1971     | Open d'Austràlia, Austràlia   | Gespa        | Jill Emmerson        | Margaret Smith Court Evonne Goolagong | 0−6, 0−6         |
| Guanyadora | 3.   | 24 d'abril de 1972     | Roma, Itàlia                  | Terra batuda | Olga Morozova        | Gail Sherriff Rosalba Vido            | 6−3, 6−4         |
| Guanyadora | 4.   | 19 de juny de 1972     | Eastbourne, Regne Unit        | Gespa        | Betty Stöve          | Judy Tegart Dalton Françoise Dürr     | 6−4, 6−8, 6−3    |
| Guanyadora | 5.   | 7 d'agost de 1972      | Indianapolis, Estats Units    | Terra batuda | Evonne Goolagong     | Margaret Smith Court Pam Teeguarden   | 6−2, 6−1         |
| Guanyadora | 6.   | 14 d'agost de 1972     | Denver, Estats Units          | Dura         | Françoise Dürr       | Helen Gourlay Karen Krantzcke         | 6−0, 6−3         |
| Guanyadora | 7.   | 22 d'agost de 1972     | Newport, Estats Units         | Gespa        | Margaret Smith Court | Rosie Casals Billie Jean King         | 6−2, 6−2         |
| Finalista  | 4.   | 12 de setembre de 1972 | Charlotte, Estats Units       | Terra batuda | Margaret Smith Court | Françoise Dürr Betty Stöve            | Final suspesa    |
| Finalista  | 5.   | 18 de setembre de 1972 | Albany, Estats Units          | Dura         | Margaret Smith Court | Ann Haydon-Jones Billie Jean King     | 5−7, 6−2, 6−7(4) |
| Finalista  | 6.   | 4 de desembre de 1972  | Perth, Austràlia              | Gespa        | Evonne Goolagong     | Margaret Smith Court Kazuko Sawamatsu | 2−6, 3−6         |
| Guanyadora | 8.   | 16 de gener de 1973    | Oakland, Estats Units         | Moqueta (i)  | Margaret Smith Court | Wendy Overton Valerie Ziegenfuss      | 6−1, 7−5         |
| Finalista  | 7.   | 23 de gener de 1973    | Inglewood, Estats Units       | Moqueta (i)  | Margaret Smith Court | Rosie Casals Julie Heldman            | Renúncia         |
| Finalista  | 8.   | 19 de febrer de 1973   | Indianapolis                  | Moqueta (i)  | Margaret Smith Court | Rosie Casals Billie Jean King         | 6−7, 4−6         |
| Guanyadora | 9.   | 12 de març de 1973     | Richmond, Estats Units        | Terra batuda | Margaret Smith Court | Karen Krantzcke Betty Stöve           | 6−2, 7−6         |
| Guanyadora | 10.  | 2 d'abril de 1973      | Filadèlfia, Estats Units      | Dura (i)     | Margaret Smith Court | Françoise Dürr Betty Stöve            | 6−1, 3−6, 6−2    |
| Guanyadora | 11.  | 21 de gener de 1974    | Palm Springs, Estats Units    | Dura         | Kerry Harris         | Chris Evert Billie Jean King          | 7−5, 6−4         |
| Finalista  | 9.   | 22 d'abril de 1974     | Filadèlfia                    | Moqueta (i)  | Kerry Harris         | Rosie Casals Billie Jean King         | 3−6, 6−7         |
| Guanyadora | 12.  | 18 de novembre de 1974 | Hirakata, Japó                | Moqueta (i)  | Rosie Casals         | Julie Heldman Kazuko Sawamatsu        | 6−3, 6−4         |
| Finalista  | 10.  | 9 de desembre de 1974  | Perth (2)                     | Gespa        | Kazuko Sawamatsu     | Olga Morozova Martina Navrátilová     | 1−6, 3−6         |
| Guanyadora | 13.  | 17 de febrer de 1975   | Detroit, Estats Units         | Moqueta (i)  | Kerry Harris         | Françoise Dürr Betty Stöve            | 2−6, 7−5, 6−2    |
| Finalista  | 11.  | 5 de juliol de 1976    | Båstad, Suècia                | Terra batuda | Renáta Tomanová      | M.I. Fernández Mimi Wikstedt          | 1−6, 6−7         |
| Finalista  | 12.  | 4 de juliol de 1977    | Gstaad, Suïssa                | Terra batuda | Mary Carillo         | Helen Cawley Rayni Fox                | 0−6, 4−6         |
| Guanyadora | 14.  | 27 de febrer de 1978   | Fort Lauderdale, Estats Units |              | Mariana Simionescu   | Diane Desfor Barbara Hallquist        | 1−6, 7−6, 6−3    |
| Finalista  | 13.  | 9 d'octubre de 1978    | Minneapolis, Estats Units     | Moqueta (i)  | Ilana Kloss          | Kerry Reid Wendy Turnbull             | 3−6, 3−6         |
| Guanyadora | 15.  | 20 de novembre de 1978 | Christchurch, Nova Zelanda    | Gespa        | Sharon Walsh         | Sylvia Hanika Katja Ebbinghaus        | 6−1, 7−5         |
| Guanyadora | 16.  | 11 de desembre de 1978 | Adelaida                      | Gespa        | Sharon Walsh         | Ilana Kloss Marise Kruger             | 6−2, 6−2         |
| Guanyadora | 17.  | 18 de desembre de 1978 | Sydney, Austràlia             | Gespa        | Sharon Walsh         | Ilana Kloss Marise Kruger             | 6−2, 6−1         |

### Dobles mixts: 1 (0−1)
| Resultat  | Núm. | Data               | Torneig          | Superfície | Parella   | Oponents               | Marcador |
| --------- | ---- | ------------------ | ---------------- | ---------- | --------- | ---------------------- | -------- |
| Finalista | 1.   | 4 de gener de 1966 | Perth, Austràlia | Gespa      | Tom Okker | Judy Tegart Tony Roche | 7−9, 3−6 |

### Equips: 1 (1−0)
| Resultat   | Núm. | Data                   | Torneig                   | Superfície | Equip                           | Oponents                                  | Marcador |
| ---------- | ---- | ---------------------- | ------------------------- | ---------- | ------------------------------- | ----------------------------------------- | -------- |
| Guanyadora | 1.   | 29 de desembre de 1970 | Fed Cup, Perth, Austràlia | Gespa      | Margaret Court Evonne Goolagong | Ann Jones Virginia Wade Winnie Wooldridge | 3−0      |

## Trajectòria

### Individual
| Open d'Austràlia | 1R | 2R | 2R | 3R | QF | QF | SF | A  | A  | QF | A  | A  | A  | A  | A  | 0 / 8  |
| Roland Garros | A  | A  | A  | 4R | 1R | 3R | 2R | 3R | A  | A  | A  | 1R | 1R | 1R | 3R | 0 / 8  |
| Wimbledon | A  | A  | A  | 2R | 1R | 2R | 4R | 2R | 4R | 2R | 2R | 3R | 2R | 2R | 2R | 0 / 11 |
| US Open | A  | A  | A  | A  | 3R | QF | QF | 3R | 2R | QF | 1R | 2R | 3R | 3R | QF | 0 / 10 |
| Llegenda: G: Guanyadora; F: Finalista; SF: Semifinalista; QF: Quarts de final; Q: Qualificació; A: Absent; RR: Round Robin; |    |    |    |    |    |    |    |    |    |    |    |    |    |    |    |        |

### Dobles femenins
| Open d'Austràlia | A  | QF | SF | F  | A  | A  | SF | A  | A  | A  | A  | A  | 0 / 4  |
| Roland Garros | 1R | 3R | QF | SF | QF | A  | A  | A  | A  | 2R | 2R | 1R | 0 / 7  |
| Wimbledon | 2R | 3R | QF | 1R | QF | QF | 3R | 2R | 3R | 3R | 3R | 2R | 0 / 11 |
| US Open | A  | QF | 1R | QF | SF | 1R | SF | 1R | A  | 2R | 2R | 2R | 0 / 9  |
| Llegenda: G: Guanyadora; F: Finalista; SF: Semifinalista; QF: Quarts de final; Q: Qualificació; A: Absent; RR: Round Robin; |    |    |    |    |    |    |    |    |    |    |    |    |        |

### Dobles mixts
| Open d'Austràlia | A  | QF | A  | A  | A  | A  | A | A  | A  | A  | A  | A  | 0 / 1 |
| Roland Garros | 1R | 3R | 2R | QF | QF | A  | A | A  | A  | A  | A  | A  | 0 / 5 |
| Wimbledon | 1R | 2R | 3R | 2R | 1R | A  | A | 2R | 1R | A  | A  | 3R | 0 / 8 |
| US Open | A  | 2R | 2R | 3R | SF | 2R | A | A  | SF | 1R | 1R | 1R | 0 / 8 |
| Llegenda: G: Guanyadora; F: Finalista; SF: Semifinalista; QF: Quarts de final; Q: Qualificació; A: Absent; RR: Round Robin; |    |    |    |    |    |    |   |    |    |    |    |    |       |